# Maria Pedrini
Maria Pedrini (Brisighella, 3 de fevereiro de 1910 - Roma, 8 de dezembro de 1981) foi uma soprano italiana.
Filha do turinés Virgilio, um polícia a cavalo, e da siciliana Annunziata Peleggi, a família seguiu os movimentos do seu pai motivados pelo trabalho chegando a Roma, onde começou a estudar canto apesar da reticência dos seus pais. Com o tempo, Maria entrou em Santa Cecília de Roma, após uma audição que impressionou ao comitê, formado do famoso maestre Edvige Ghibaudo, quem a seguiu com uma especial dedicação. Após graduar-se, estreia em 24 de novembro 1931 no Teatro Adriano com Mefistofele de Arrigo Boito, no papel de Elena. Pouco depois participou num concurso internacional que se celebrou em Viena e ganhou o primeiro prémio. Seu nome chamou a atenção das autoridades italianas e estrangeiras.
É considerada como a herdeira de Claudia Muzio, da que foi com frequência reserva e vários documentos demonstram como a "Divina" queria seus conselhos. Substituiu pela primeira vez a Claudia Muzio em 22 de fevereiro de 1936 no papel de Cecilia de Licinio Refice no Teatro Verdi de Trieste.
Participou como protagonista em mais de 200 obras, algumas delas estreias.
Nas classes de canto que deu ao final da sua carreira, teve grandes alunos, entre os que destacou Cloe Elmo (1910-1962).

## Nota
- Este artigo foi inicialmente traduzido, total ou parcialmente, do artigo da Wikipédia em castelhano cujo título é «Maria Pedrini».